# 洛德希普 (康乃狄克州)
洛德希普（英語：Lordship）是位於美國康乃狄克州費爾菲爾德縣斯特拉特福德境內的一個街區。

## 地理
洛德希普的座標為41°09′14″N 73°06′43″W / 41.15389°N 73.11194°W，而該地的平均海拔高度為7米（即23英尺）。